# Alianza Solidaridad Nacional
La Alianza Solidaridad Nacional fue una alianza electoral en Perú formada para las Elecciones generales del 2011, liderado por el partido homónimo Solidaridad Nacional y dirigida por el entonces candidato presidencial Luis Castañeda Lossio.

## Historia
Solidaridad Nacional fue parte del bloque de derechas Unidad Nacional, el cual llevó a su líder Luis Castañeda Lossio a la alcaldía metropolitana de Lima en dos oportunidades (2003-2006, 2007-2010). En diciembre de 2010, ad portas de las elecciones generales de 2011, se consolida la Alianza Solidaridad Nacional que agrupaba, además, a Unión por el Perú (vientre de alquiler), Todos por el Perú (conformado por tecnócratas liberales), Cambio 90 (la primera agrupación fujimorista) y Siempre Unidos (la cuarta agrupación fujimorista cuya participación aparte de las elecciones generales de 2000, 2001, y 2006 había sido también en elecciones subnacionales de 1998, 2002, 2006 y 2010).
Castañeda, para aquel diciembre, lideraba las encuestas de intención de voto. Se preveía que el alcalde de Lima disputaría la segunda vuelta con expresidente Toledo (centroderecha) o, caso contrario con la ex primera dama Keiko Fujimori (derecha). Los resultados fueron adversos, pues Castañeda obtuvo el quinto lugar y un 9.83% de votos válidos. Asimismo, obtuvo 9 de 130 escaños.
La alianza se disuelve conforme a ley en 2011 y cada agrupación participa por su cuenta en las elecciones subnacionales de 2014. Castañeda es elegido por tercera vez, no consecutiva, como alcalde metropolitano de Lima (2015-2018) por Solidaridad Nacional.
A efectos de las elecciones generales de Perú de 2016, se consolida nuevamente la Alianza Solidaridad Nacional conformada por Solidaridad Nacional y Unión por el Perú. Se invita al empresario Hernando Guerra García, que renunció a su precandidatura presidencial por el Partido Humanista, a ser el candidato presidencial de la alianza electoral. Finalmente, la agrupación determina retirar a la plancha presidencial y a las listas congresales del proceso electoral.

## Partidos de la Alianza
Los partidos de la alianza fueron los siguientes: 
| Partido | Partido              | Corriente Política   | Líder            | Participación |
| ------- | -------------------- | -------------------- | ---------------- | ------------- |
|         | Solidaridad Nacional | Populismo de derecha | Luis Castañeda   | (2010-2016)   |
|         | Unión por el Perú    | Atrapalotodo         | José Vega        | (2010-2016)   |
|         | Todos por el Perú    | Liberalismo          | Aureo Zegarra    | (2010-2011)   |
|         | Cambio 90            | Conservadurismo      | Andrés Reggiardo | (2010-2011)   |
|         | Siempre Unidos       | Populismo            | Felipe Castillo  | (2010-2011)   |

## Participación Electoral

### Elecciones Generales del 2011
En las elecciones generales del 2011, la alianza anunció la plancha presidencial conformada por Luis Castañeda Lossio a la Presidencia de la República, Augusto Ferrero Costa a la primera Vicepresidencia y Rosa Núñez Campos a la 2.ª Vicepresidencia de la República.
El candidato Luis Castañeda Lossio, inicialmente considerado favorito, obtuvo el 9,83% de los votos colocándolo en el 5.º lugar. Para la segunda vuelta, Castañeda sugirió votar por la candidata de Fuerza 2011, Keiko Fujimori.

#### Congresistas elegidos
En las elecciones parlamentarias, fueron elegidos 6 candidatos de Solidaridad Nacional, 2 de Unión por el Perú y 1 de Cambio 90:
| Región      | Nombre                  | Número de Votos | Partido Politico     |
| ----------- | ----------------------- | --------------- | -------------------- |
| Áncash      | Heriberto Benítez       | 34,027          | Solidaridad Nacional |
| Arequipa    | Gustavo Rondón          | 58,984          | Solidaridad Nacional |
| La Libertad | Michael Urtecho Medina  | 25,388          | Solidaridad Nacional |
| Lambayeque  | Virgilio Acuña          | 26,058          | Solidaridad Nacional |
| Lima        | José Luna Gálvez        | 69,996          | Solidaridad Nacional |
| Lima        | Renzo Reggiardo         | 43,541          | Cambio 90            |
| Lima        | Esther Capuñay          | 35,688          | Solidaridad Nacional |
| Lima        | Martín Belaúnde Moreyra | 33,015          | Unión por el Perú    |
| Moquegua    | Vicente Zeballos        | 15,393          | Unión por el Perú    |

El 6 de enero del 2014, el congresista Michael Urtecho Medina fue suspendido por Corrupción, en reemplazo entró la empresaria Rosa Núñez Campos para completar el cargo.
En junio del 2011, el entonces Congresista Renzo Reggiardo de Cambio 90, renunció a la bancada de Solidaridad Nacional y se unió al pequeño bloque de Coordinación Parlamentaria liderado por el APRA.
En mayo del 2014, Heriberto Benítez anunció su renuncia "irrevocable" a la bancada de Solidaridad Nacional, luego de las diferencias que ha generado en la interna de esta agrupación su vinculación con el polémico César Álvarez, acusado por los delitos de homicidio y asociación ilícita para delinquir.
Luego de la renuncia de sus 2 congresistas, finalmente la alianza se disolvió el 20 de julio de 2011.

### Elecciones Generales del 2016
Para las elecciones generales del 2016, Solidaridad Nacional decide hacer nuevamente una alianza solamente con Unión por el Perú liderado por José Vega.
En estas elecciones, la alianza anunció la candidatura de Hernando Guerra-García a la Presidencia de la República junto a José Luna Gálvez y a Gustavo Rondón a la 1.ª y 2.ª Vicepresidencia de la República. Sin embargo, el 29 de marzo del mismo año, la alianza decidió retirar la candidatura presidencial para evitar que el partido político pierda su inscripción ante el JNE.
En las mismas elecciones, la alianza también presentó candidatos al Congreso de la República, sin embargo ninguno de los candidatos resultaron elegidos.
Finalmente la alianza con UPP se disolvió en 2016.

## Resultados electorales

### Elecciones presidenciales
| Año  | Fórmula presidencial | Fórmula presidencial   | Fórmula presidencial | Fórmula presidencial  | Votos     | %               | Resultado | Notas                                                                                   |
| Año  | Presidente           | Presidente             | Vicepresidentes      | Vicepresidentes       | Votos     | %               | Resultado | Notas                                                                                   |
| ---- | -------------------- | ---------------------- | -------------------- | --------------------- | --------- | --------------- | --------- | --------------------------------------------------------------------------------------- |
| 2011 |                      | Luis Castañeda Lossio  | 1.º                  | Augusto Ferrero Costa | 1 440 143 | \| \| 9.83 % \| | 5.º       |                                                                                         |
| 2011 | 2.º                  | Luis Castañeda Lossio  | Rosa Núñez           |                       | 1 440 143 | \| \| 9.83 % \| | 5.º       |                                                                                         |
| 2016 |                      | Hernando Guerra García | 1.º                  | José Luna Gálvez      | N/D       | N/D             | N/D       | Alianza solo con Solidaridad Nacional y Unión por el Perú. Se retiró de las elecciones. |
| 2016 | 2.º                  | Hernando Guerra García | Gustavo Rondón       |                       | N/D       | N/D             | N/D       | Alianza solo con Solidaridad Nacional y Unión por el Perú. Se retiró de las elecciones. |
|      | 9.83 %               |                        |                      |                       |           |                 |           |                                                                                         |

### Elecciones parlamentarias
| Año  | Congresistas | Congresistas     | Congresistas | Posición | Notas                           |
| Año  | Votos        | %                | Escaños      | Posición | Notas                           |
| ---- | ------------ | ---------------- | ------------ | -------- | ------------------------------- |
| 2011 | 1 311 766    | \| \| 10.22 % \| | 9/130        | 5.º      |                                 |
| 2016 | N/A          | N/A              | 0/130        | N/A      | Se retiraron de las elecciones. |
|      | 10.22 %      |                  |              |          |                                 |

### Elecciones al Parlamento Andino
| Año  | Votos   | %               | Escaños | Posición | Notas                          |
| ---- | ------- | --------------- | ------- | -------- | ------------------------------ |
| 2011 | 954 619 | \| \| 9.41 % \| | 0/5     | 5.º      |                                |
| 2016 | N/A     | N/A             | 0/5     | N/A      | Se retiraron de las elecciones |
|      | 9.41 %  |                 |         |          |                                |